# Galassia nemica
Galassia nemica (titolo originale: Galaxy Blues) è un romanzo di fantascienza di Allen Steele, pubblicato originariamente negli Stati Uniti nel 2007 e in Italia nel 2011.
L'autore è un rappresentante della "New Space opera", quella nuova fantascienza tecnologica ed avventurosa che si rifà direttamente ad autori classici quali Edmond Hamilton, Robert A. Heinlein ed Arthur C. Clarke.

## Trama
Jules Truffaut, un giovane cadetto dell'accademia spaziale della Unione Occidentale del pianeta Terra, diserta dalla sua nazione e chiede asilo politico alla Federazione di Coyote, dove si introduce clandestinamente prima viaggiando su una astronave di linea, poi rubando una navetta di salvataggio per atterrare sul pianeta Coyote.
Per tali reati rischia di essere processato e rinviato sulla Terra, ma per intercessione di un miliardario di Coyote, Morgan Goldstein, ha invece la possibilità di imbarcarsi sull'astronave L'Orgoglio di Cucamonga, con il compito di pilotare la navetta da trasporto (umoristicamente denominata “Lucy Baldracca”) dell'astronave madre, per la prima missione commerciale presso una razza aliena. La merce trasportata è cannabis sativa ovverosia marijuana di cui gli Hjadd, alieni erbivori dalla vaga forma di una grande testuggine, sono particolarmente ghiotti come cibo edule.
Il viaggio è verso Rho Coronae Borealis, il sistema stellare della federazione Talus qua'spah in cui vivono gli Hjadd, assieme ai rappresentanti di centinaia di specie aliene che costituiscono lo Spazio Oltre, e di cui Mahamatasja Jas Sa-Fhadda è il Primo Emissario presso la Federazione di Coyote. Oltre all'emissario alieno e all'equipaggio si imbarcano sull'astronave ”L'Orgoglio di Cucamonga” l'avido Goldstein e lo psicotelepate Gordon Ash (membro dell'Ordine dell'Occhio), che l'uomo d'affari ha assunto per meglio contrattare lo scambio commerciale.
La missione commerciale si rivela un notevole insuccesso, ma ancor peggio accade per le relazioni diplomatiche con lo Chaaz'braan, capo religioso degli Askanta ed altresì Capo del Consiglio della Talus. Infatti il giovane Jules Truffaut, in preda ad estasi da marijuana (avendo incautamente mangiato dei dolcetti alieni offerti al ricevimento di benvenuto), offende in modo pressoché irreparabile l'importante personaggio e tutta la Federazione Aliena, che decide di interdire all'intera razza umana lo Spazio Oltre e l'accesso alla Federazione.
A meno che gli umani dell'astronave L'Orgoglio di Cucamonga non compiano un lavoro come risarcimento: una missione quasi suicida per piazzare una sonda su una luna in prossimità di Kasimasta l'Annichilatore, il buco nero vagante che ha distrutto il mondo degli Askanta. Jules e la giovane Rain Thompson (che nel frattempo si sono innamorati) assolvono la missione e così gli umani, grazie all'impertinenza di un giovane cadetto, sono ammessi nella federazione aliena di Talus.

## Edizioni
- Allen Steele, Galassia Nemica, collana Urania n° 1566, Mondadori, 2011,  p. 299.